# 항공우주

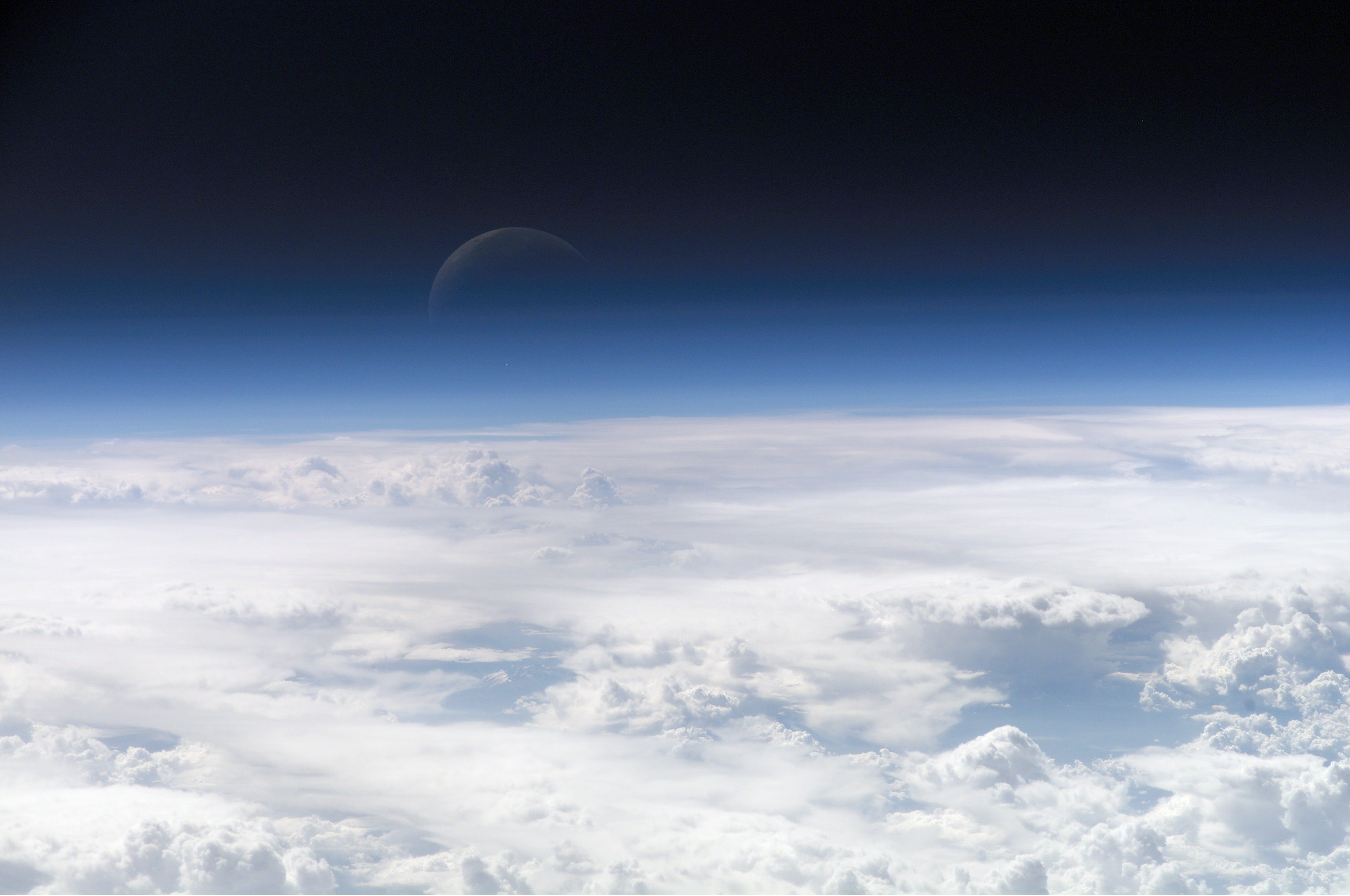
지구의 대기와, 대기 너머로 보이는 달

항공우주(航空宇宙, aerospace)는 지구의 대기와 이를 둘러싸고 있는 우주를 이룬다. 일반적으로 이 용어는 대기와 우주를 통해 움직이는 차량을 연구하고 설계하고 제조하고 운영하고 관리하는 것을 가리키는 데 쓰인다. 항공우주는 경제적, 산업적, 군사적 목적 등으로 그 분야가 매우 다양하다.

## 역사
항공우주 분야는 오래전부터 탐구되어 왔으나 현대의 항공우주는 라이트 형제가 1903년 12월 17일 노스캐롤라이나 주에서 처음 비행한 것이 시초이다. 여기서 항공우주는 오늘날 매우 흥미롭고 다양하고 빠른 속도로 진행하는 분야 가운데 하나로 성장해왔다.

## 같이 보기
- 항공공학
- 우주선